# Giselbert von Brunkhorst
Giselbert von Brunkhorst (* unbekannt; † 18. November 1306 in Bremervörde; auch: Gisilbert) war von 1273 bis zu seinem Tod Erzbischof von Bremen.

## Biografie
Brunkhorst stammte aus dem alten niederländischen Haus Bronkhorst. Seine Eltern waren Gis(el)bert II. von Bronkhorst († um 1290) und Kunigunde, eine Tochter Moritz von Oldenburg. Giselbert taucht zuerst 1267 als Bremer Domherr auf. Nach dem Tod seines Vorgängers Hildebold, einem Vetter Giselberts mütterlicherseits, wurde er einstimmig zum Erzbischof gewählt. Er bekam 1274 vom Papst Gregor X. in Lyon das Pallium verliehen.

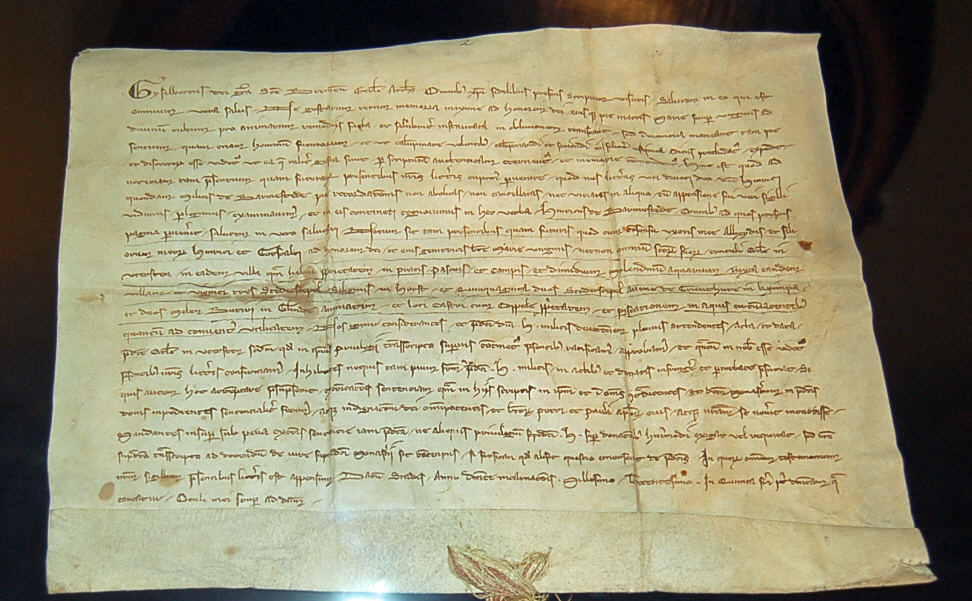
Urkunde Giselberts (1300)

Zu Beginn seiner Amtszeit musste er gegen die Kehdinger vorgehen, die schon seinem Vorgänger den Zehnten und die Anerkennung der Gerichtsbarkeit verweigert hatten. Diesen Streit beendete er militärisch. Er berief ein Turnier zu Stade ein und nutzte dann seine versammelten Dienstmannen, um Kehdingen gewaltsam zu unterwerfen. Überhaupt hatte Giselbert während seiner 30-jährigen Amtszeit ständig kleinere Konflikte auszutragen. 1281 kam es zu wechselseitigen Einfällen zwischen ihm und Otto von Lüneburg und Konrad, dem Bischof von Verden. Im Verlauf dieser Fehde wurde Verden erobert und gebrandschatzt. Weiter musste Giselbert seine Ansprüche auf Stedingen gegenüber Oldenburg und Delmenhorst behaupten. 1306 rebellierten die Marschbewohner in Kehdingen, im Alten Land, und in der Haseldorfer Marsch. Dithmarschen machte dazu durch Räuberei auf sich aufmerksam. Giselbert konnte mit Hilfe einer Koalition aus den Herzögen von Lauenburg und Lüneburg und den Grafen von Holstein am 28. Juli 1306 in der Schlacht bei Uetersen einen Sieg gegen die Aufständischen erringen.
Mit der Stadt Bremen hatte Giselbert dagegen ein gutes Verhältnis. Unter ihm wurde erstmals ein Bremer Stadtrecht schriftlich niedergelegt, was Gebhard II. zuvor verhindert hatte. Wegen seiner Bürgernähe wurde er von den Landständen auch als „Bauernbischof“ bezeichnet. Die wahlberechtigten Domherren im Kapitel waren ebenfalls gespalten in Anhänger und Gegner Giselberts. Nach seinem Tod wählten sie daher zunächst als Kompromisskandidat Heinrich von Golthorn zu seinem altersschwachen Nachfolger. Doch nach dessen baldigen Tod brachen die Gegensätze offen aus und die Kapitelsherren wählten getrennt drei konkurrierende Nachfolger. Es waren dabei die ritterschaftlich orientierten Domherren im Kapitel, die für den Archidiakon von Hadeln und Rüstringen, Florenz (Florentius) von Brunkhorst, stimmten, der ein Sohn von Giselberts Bruder Wilhelm und dessen Frau Johanna von Batenburg war. Keiner der drei Kandidaten erlangte die päpstliche Bestätigung.
Giselberts Aktivitäten waren eher weltlicher als kirchlicher Natur. Er betrieb eine bewusste Territorialpolitik, wozu auch der Bau neuer und der Ausbau bestehender Burgen im Erzstift gehörte, u. a. der Burg Ottersberg. 1285 gründete er die befestigte Stadt Buxtehude. Dort ist heute eine Straße nach ihm benannt.
Lappenberg sagte von Giselbert, er sei „von den Bremischen Erzbischöfen der letzte, welcher in der deutschen Geschichte eine grössere Rolle spielt“. Der Dichter Frauenlob widmete ihm einen Lobgesang, in dem er Giselbert als „der phaffen blôme“ (eine Blume unter den Pfaffen) bezeichnet.